# Samuel Elzevier de Jongh
Samuel Elzevier de Jongh (Scheveningen, 18 juni 1898 - Leiden, 29 mei 1976) was een Nederlands arts, farmacoloog, hoogleraar en buitengewoon hoogleraar in de farmacologie, en rector magnificus aan de Universiteit Leiden. Ook was hij waarnemend voorzitter van de Gezondheidsraad en adviseur van de Geneesmiddelencommissie. Bovendien was hij consulent van de Geneeskundige Diensten van de drie onderdelen van het leger. Daarnaast was hij adviseur van de Rijksverdedigingsorganisatie TNO.

## Biografie
De Jongh werd geboren in Scheveningen, maar zijn beide ouders, Samuel Elzevier De Jongh en Huberta Pieternella Wessel, kwamen uit Goes in Zeeland. In 1926 trouwde hij met Johanna Maria Boeg (1902 - 2005), die met hem op hetzelfde laboratorium werkte. Ze kregen twee kinderen. 
De Jongh studeerde geneeskunde in Utrecht. In 1921 legde hij het artsexamen af waarna hij stage liep in het Coolsingelziekenhuis in Rotterdam. Op 15 februari 1923 begon hij bij het Pharmaco-therapeutisch Laboratorium van de Gemeenteuniversiteit van Amsterdam aan de Polderweg in Amsterdam, geleid door Ernst Laqueur, de man achter Organon. De eerste publicatie van De Jongh verscheen in 1923. In 1929 promoveerde hij tot doctor in de geneeskunde op het proefschrift Bijdrage tot de pharmacologie van kaliumpermanganaat. Tussen 1928 en 1935 gaf hij les aan Faculteit der Geneeskunde van de Universiteit van Amsterdam.
In 1923 richtte Laqueur, die het Pharmaco-therapeutisch Laboratorium leidde, samen met Saal van Zwanenberg en Jacques van Oss het bedrijf Organon op. Dat deed hij in eerste instantie vanuit het laboratorium in Amsterdam, zodat De Jongh daar vanaf het begin bij betrokken was. De Jongh hielp hij mee met de bouw van het nieuwe laboratorium dat uiteindelijk op 1 augustus 1923 per trein naar Oss vervoerd werd. Vanaf 1935 was De Jongh er adviseur. Tijdens de bezetting werd gedoogd dat Dr. De Jongh op dringend Nederlands verzoek zitting nam in de raad van beheer en de raad van commissarissen van Organon, in naam als wetenschappelijk adviseur maar in feite met de opdracht, de verzorging van de Nederlandse bevolking met insuline te helpen waarborgen. Na de dood van Laqueur in 1947 nam De Jongh diens functie als hoogst verantwoordelijke voor de kwaliteitscontrole en afgifte van insulinepreparaten bij Organon over.
De Jongh kon zijn adviseurschap bij Organon combineren met lesgeven. In 1935 werd hij benoemd tot buitengewoon hoogleraar in de farmacologie aan de Universiteit Leiden, en in 1939 tot gewoon hoogleraar. Zijn onderzoek richtte zich daarna vooral op geslachtsklieren en de invloed van hormonen daarop. Tijdens de Tweede Wereldoorlog werd De Jongh door de Duitse bezetter ontslagen, maar na de bevrijding publiceerde hij al snel weer. In 1950 werd hij lid van de Koninklijke Nederlandsche Akademie van Wetenschappen en in 1953 ontving hij een eredoctoraat van de Universiteit van Gent, waar hij in 1949 als 'ruilhoogleraar' in dienst was. In het studiejaar 1957/1958 was hij rector magnificus van de Universiteit Leiden. In 1963 ging hij met emeritaat. 
De Jongh was naast arts ook groot kenner van de Nederlandse flora. Hij was voorzitter van de commissie voor het floristisch onderzoek van Nederland van de Koninklijke Nederlandse Botanische Vereniging. Hij heeft diverse werken geschreven over plantensoorten in Nederland, en richtte zich na zijn emeritaat op het beschrijven van de Nederlandse bramensoorten voor het Rijksherbarium. Dit laatste deed hij onder andere met A. van de Beek. Deze laatste stuitte bij het maken van zijn proefschrift Die Brombeeren des geldrischen Distriktes innerhalb der Flora der Niederlande op veel problemen bij het determineren van een nieuwe bramensoort, omdat De Jongh te star had vastgehouden aan het systeem van Sudre (Rubi Europae; 1908–1913). Als eerbetoon vernoemde Van de Beek de nieuwe bramensoort in 1988 naar De Jongh: Rubus dejonghii.

## Betekenis
De Jongh werd bekend door twee gebieden van activiteiten. Hij beschreef de grondbeginselen van de algemene farmacologie in Inleiding tot de algemene farmacologie (1959), dat een klassieker werd in Nederland en Duitsland. Het andere gebied was zijn experimentele werk. Dat bestond uit een lange reeks van goed doordachte maar technisch eenvoudige experimenten, en leidde tot kennis over de endocriene regulatie van de geslachtsklieren, dat wil zeggen hoe hormonen van invloed zijn op de groei en ontwikkeling van geslachtsorganen en de cellen daarvan. Hij was door de oorlog en zijn eigen bescheidenheid weinig bekend in het buitenland. Verschillende van zijn ontdekkingen werden later door anderen herontdekt en geclaimd. Het deerde hem weinig dat dan vaak verzuimd werd, zijn werk te citeren. Zonder jaloers te zijn verheugde het hem dat er, met ingewikkeldere apparatuur dan hij zelf had gebruikt, geen principieel andere conclusies werden bereikt.

## Onderscheidingen
- 1953 - Eredoctoraat aan de Universiteit Gent
- 1962 - Ridder in de Orde van de Nederlandse Leeuw

## S.E. De Jongh-prijs
De S.E. de Jongh-commissie looft jaarlijks een prijs uit voor een werkstuk op het gebied van de farmacologie. Voor de prijs komen Leidse studenten in de afstudeerfase van Biofarmaceutische wetenschappen, Biomedische wetenschappen, Geneeskunde en Biologie in aanmerking. De prijs is in 1963 ingesteld door De Jongh bij zijn afscheid als hoogleraar in de farmacologie en heeft tot doel in Nederland onderzoek op het gebied van de farmacologie door jonge wetenschappers te bevorderen.

## Publicaties (selectie)
- E. Laqueur, P.C. Hart and S.E. de Jongh: 'A note on the preparation from placenta of a female sexual hormone (Menformon) in water-soluble form, and on some of its properties'. In: The Lancet, 1927, vol. 209, no. 5413, p. 1126–1128
- Samuel Elzevier de Jongh: Bijdrage tot de pharmacologie van kaliumpermanganaat. Proefschrift Gem. Univ. van Amsterdam, 1929
- S.E. de Jongh und E. Laqueur: 'Wirkung des Hypophysenvorderlappenhormons auf die Genitalia bei senilen maennlichen Tieren'. In: Archives Neerlandaises de physiologie de l'homme et des animaux,  1931, 16: 1, 84-90
- S.E. de Jongh: 'Paradoxe Wirkungen von Follikelhormon (Menformon) bei männlichen Tieren. Ihre Beeinflussbarkeit durch männliches Hormon'. In: Archives internationales de pharmacodynamie et de thérapie, 1935, 50, 3-4, p.349 -378
- S.E. de Jongh: Over de beteekenis en het wezen der pharmacologie. Academische rede, Rijksuniversiteit Leiden, 1935
- S.E. de Jongh: De ontwikkeling der farmacotherapie. Diesrede. Leiden, Universitaire Pers, 1958
- S.E. de Jongh: Inleiding tot de algemene farmacologie.  Amsterdam, Noord-Hollandsche Uitgevers Maatschappij, 1959. (2e herz. druk, met E.L. Noach, 1964; 3e geheel herz. druk, met E.L. Noach, 1969)
- S.E. de Jongh: Einführung in die allgemeine Pharmakologie. Ein Kurzlehrbuch für Studenten der Medizin und Pharmazie über wichtige Grundbegriffe. (Vert. door F. Hohensee van Inleiding tot de algemene farmacologie). München, Urban und Schwarzenberg, 1965
- S.E. de Jongh, met medew. van A. van de Beek, J.H. Kern en F.M. Muller: Overzicht der Nederlandse bramen (2 delen in 3 banden). Leiden, Rijksherbarium, 1971-1973

## Publicaties over De Jongh
- Volvoering en vooruitzicht. Uitg. ter gelegenheid van het afscheid van Prof. Dr. S. E. de Jongh, hoogleraar in de farmacologie aan de Rijksuniversiteit te Leiden van 1935 tot 1963. Leiden, 1963 (Bevat 'Bibliografie van het Farmacologisch Laboratorium der Rijksuniversiteit te Leiden', waarin een overzicht van de publicaties van De Jongh).
- P.J. Gaillard: 'Levensbericht S.E. de Jongh'. In: Jaarboek Koninklijke Nederlandse Akademie van Wetenschappen, 1976, Amsterdam, pp. 200-202

- Biografisch Portaal: 32145423
- Library of Congress Control Number: no2019018710
- Nederlandse Thesaurus van Auteursnamen: 06808742X
- Virtual International Authority File: 281683098
- WorldCat: E39PBJB4bM6KjYwh87drMDQrMP